# Праг (Небраска)
Праг (англ. Prague) — селище (англ. village) в США, в окрузі Сондрес штату Небраска. Населення — 291 особа (2020).

## Географія
Праг розташований за координатами 41°18′35″ пн. ш. 96°48′29″ зх. д. / 41.30972° пн. ш. 96.80806° зх. д. (41.309740, -96.807935).  За даними Бюро перепису населення США в 2010 році селище мало площу 0,79 км², уся площа — суходіл. В 2017 році площа становила 0,84 км², уся площа — суходіл.

## Демографія
Згідно з переписом 2010 року, у селищі мешкали 303 особи в 125 домогосподарствах у складі 81 родини. Густота населення становила 384 особи/км².  Було 154 помешкання (195/км²).
Расовий склад населення:
| - 97,7 % — білих - 1,7 % — корінних американців |

До двох чи більше рас належало 0,7 %. Частка іспаномовних становила 0,7 % від усіх жителів.
За віковим діапазоном населення розподілялося таким чином: 22,8 % — особи молодші 18 років, 57,1 % — особи у віці 18—64 років, 20,1 % — особи у віці 65 років та старші. Медіана віку мешканця становила 42,3 року. На 100 осіб жіночої статі у селищі припадало 102,0 чоловіків;  на 100 жінок у віці від 18 років та старших — 110,8 чоловіків також старших 18 років.
Середній дохід на одне домашнє господарство  становив 48 204 долари США (медіана — 48 333), а середній дохід на одну сім'ю — 58 301 долар (медіана — 58 750). За межею бідності перебувало 12,4 % осіб, у тому числі 20,2 % дітей у віці до 18 років та 14,3 % осіб у віці 65 років та старших.
Цивільне працевлаштоване населення становило 167 осіб. Основні галузі зайнятості: освіта, охорона здоров'я та соціальна допомога — 21,6 %, виробництво — 20,4 %, будівництво — 15,6 %.